# Johannis-Käferln
Johannis-Käferln, op. 82, är en vals av Johann Strauss den yngre. Den spelades första gången den 28 juli 1850 i Wien.

## Historia
Den 28 juli 1850 anordnade Johann Strauss en stor bal med belysning och fyrverkerier i Wien. Den ägde rum på Casino Zögernitz i stadsdelen Oberdöbling och till evenemanget hade han komponerat Johannis-Käferln, en ny vals i ländlerstil. Valsen skulle komma att bli ett av Strauss mest framgångsrika verk från sina tidiga kompositioner och visar att han även kunde skriva kontrapunkt.

## Om valsen
Johannis-Käferln är det tyska ordet för lysmaskar och Strauss försöker i inledningen antyda deras flimrande eldsken. Speltiden är ca 10 minuter och 29 sekunder plus minus några sekunder beroende på dirigentens musikaliska tolkning.

## Weblänkar
- Dynastin Strauss 1850 med kommentarer om Johannis-Käferln.
- Johannis-Käferln i Naxos-utgåvan.